# Volutenranke
In der Ornamentik wird eine Ranke mit einer oder mehreren Voluten als Volutenranke bezeichnet. Statt des speziellen Begriffs Volutenranke wird meist der allgemeine Begriff Ranke verwendet.
Voluten an den Rankenenden oder am Ende von Seitentrieben bezeichnet man als Rankenvoluten. Auch hier wird meist der allgemeine Begriff Volute vorgezogen.

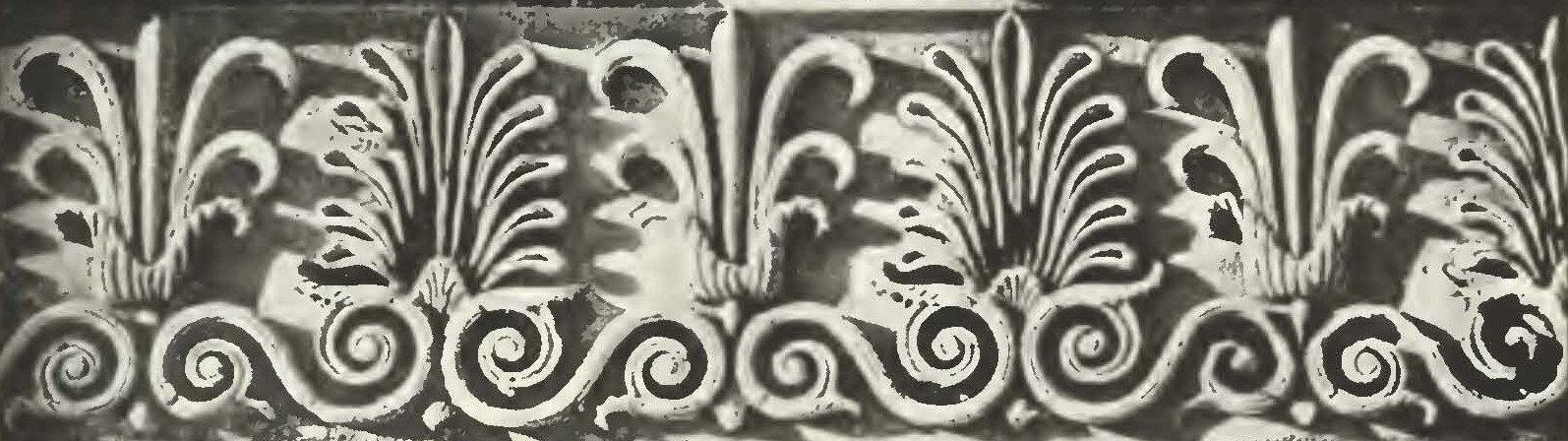
Bild 1: Anthemion (Lotos-Palmettenfries), darunter ein Band mit S-förmigen Doppelvoluten.
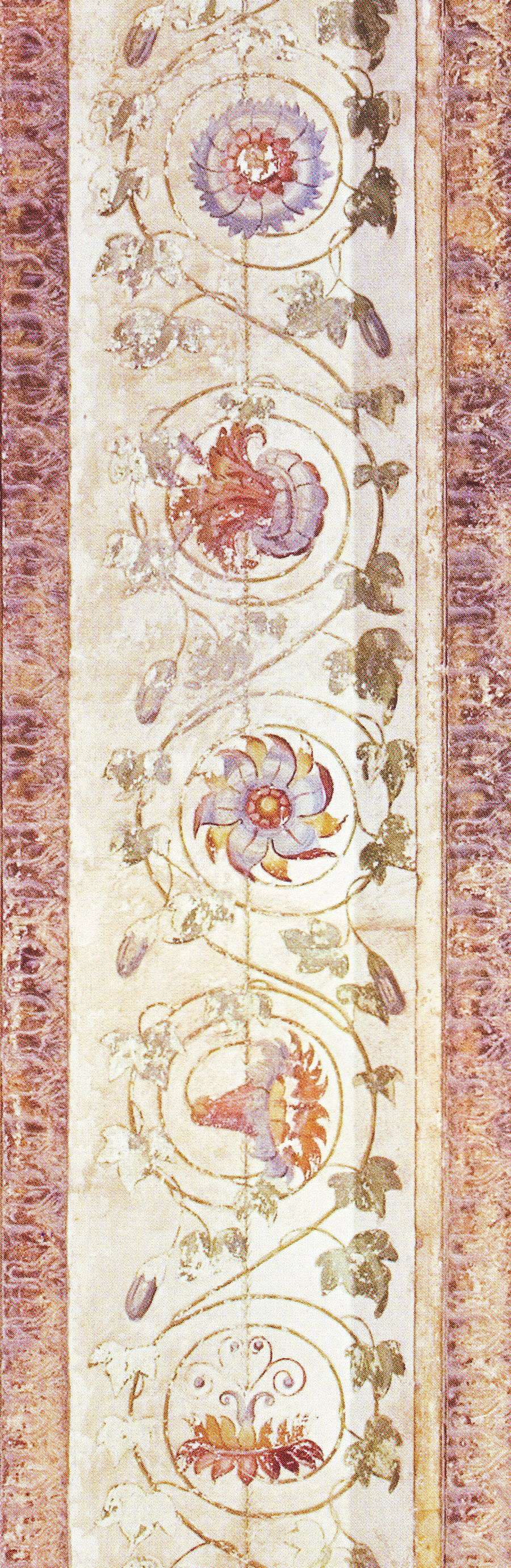
Bild 2: Ornamentfries mit beblätterter Wellenranke und Blüten in den Voluten.
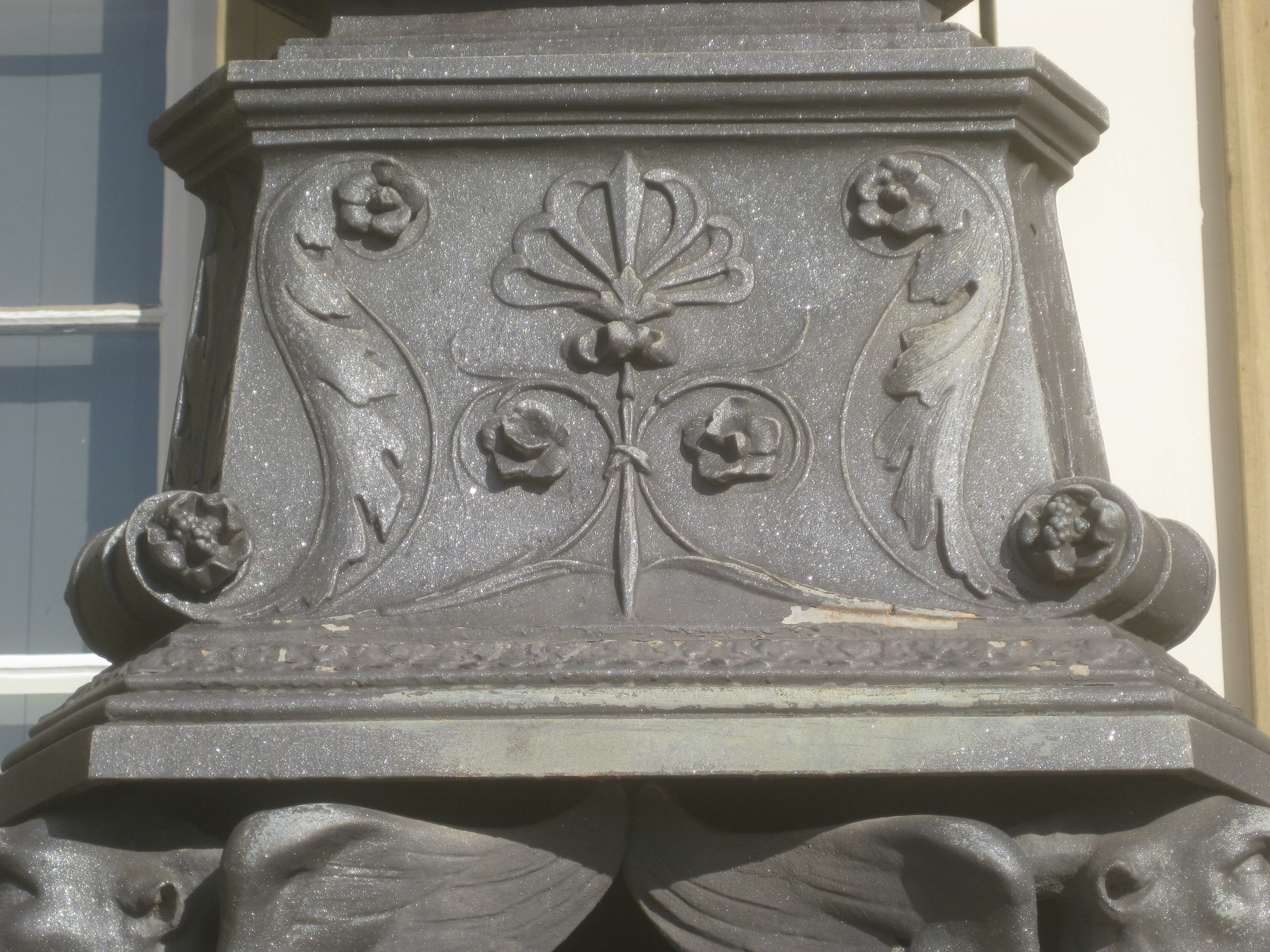
Bild 3: Kandelaber-Schmuckrelief mit  Palmette und Volutenranken.
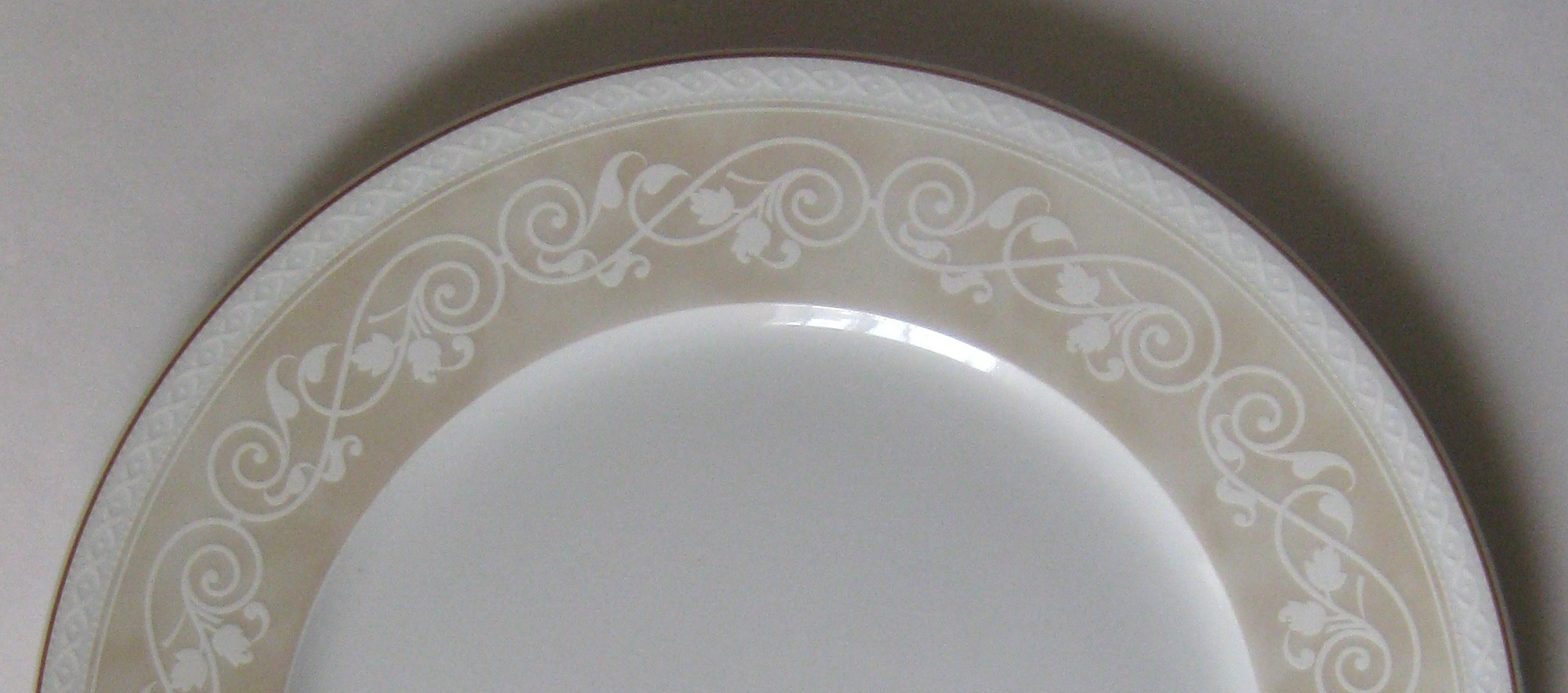
Bild 4: Flacher Teller mit Randbordüre aus S-förmigen Doppelvoluten.
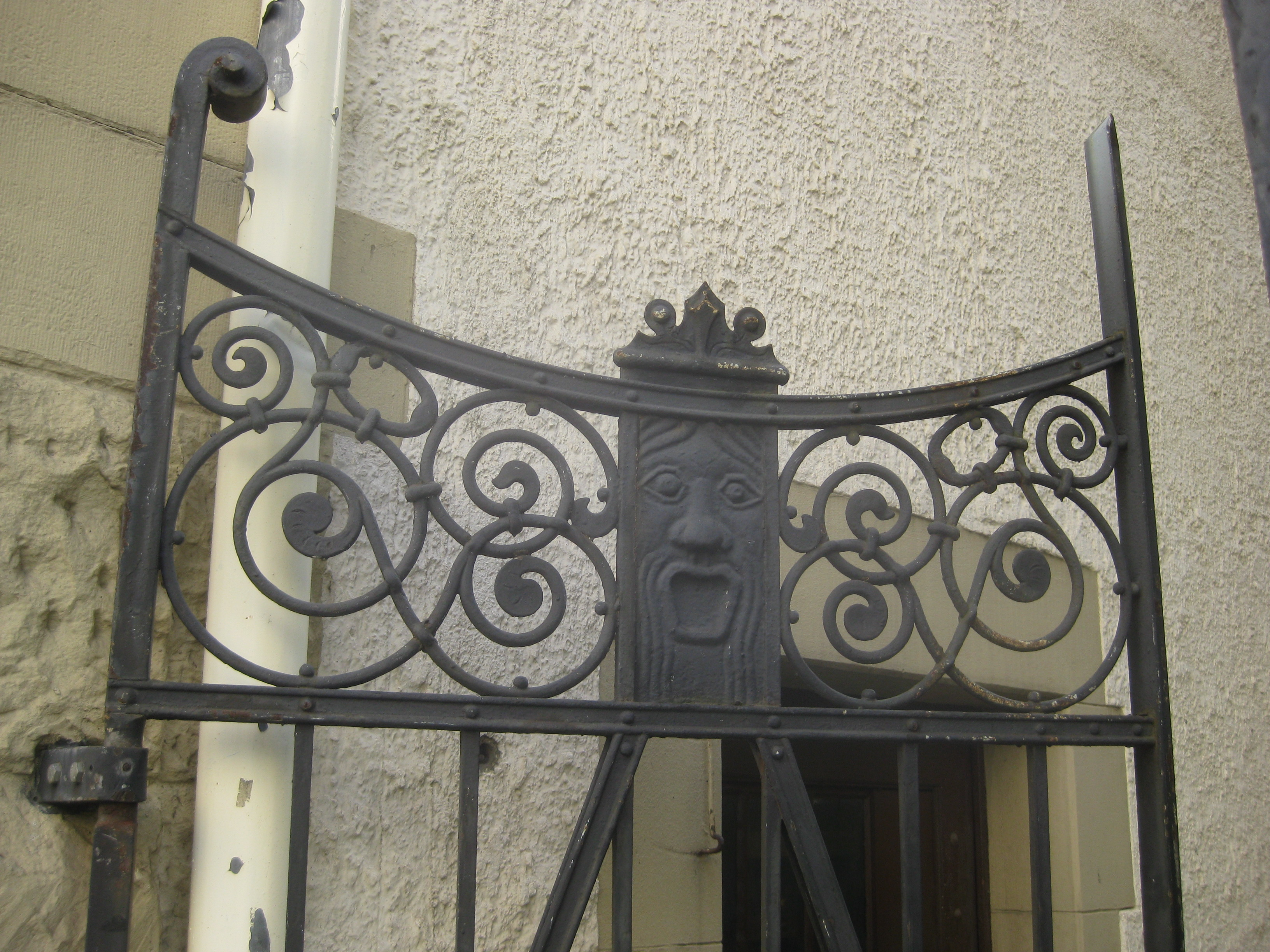
Bild 5: Schmiedeeisernes Jugendstil-Gitter mit einem Flechtwerk aus verschlungenen Volutenranken.

Vom Haupttrieb einer Volutenranke können Seitentriebe abzweigen, die wie der Haupttrieb in Voluten endigen können (Bild 2, 8). 
Ein Haupttrieb ohne Seitentriebe bildet eine S-förmige (Bild 1, 4) oder C-förmige (Bild 3, 6) Doppelvolute. Mehrere Doppelvoluten können unverbunden (Bild 1) oder mit Klammern (Bild 6-7) aneinandergereiht werden und so ein Rankenband bilden. Gleichsinnig gerichtete S-förmige Doppelvoluten können auch zu einem als laufender Hund bezeichneten Band miteinander verbunden werden (Bild 9).
Rankenvoluten können frei auslaufen (Bild 1, 4, 6), mit anderen Ornamentgliedern verbunden sein (Bild 5) und in vielfacher Verschlingung schwer entwirrbare Netze oder Flechtwerke bilden (Bild 5).  Die Voluten können an den freien Enden auch Blätter, Blüten oder Früchte tragen (Bild 2-4, 7-8), oder es kann ein beliebiges anderes Objekt oder eine menschliche oder tierische Figur (Bild 8) aus ihnen hervorsprießen. 	

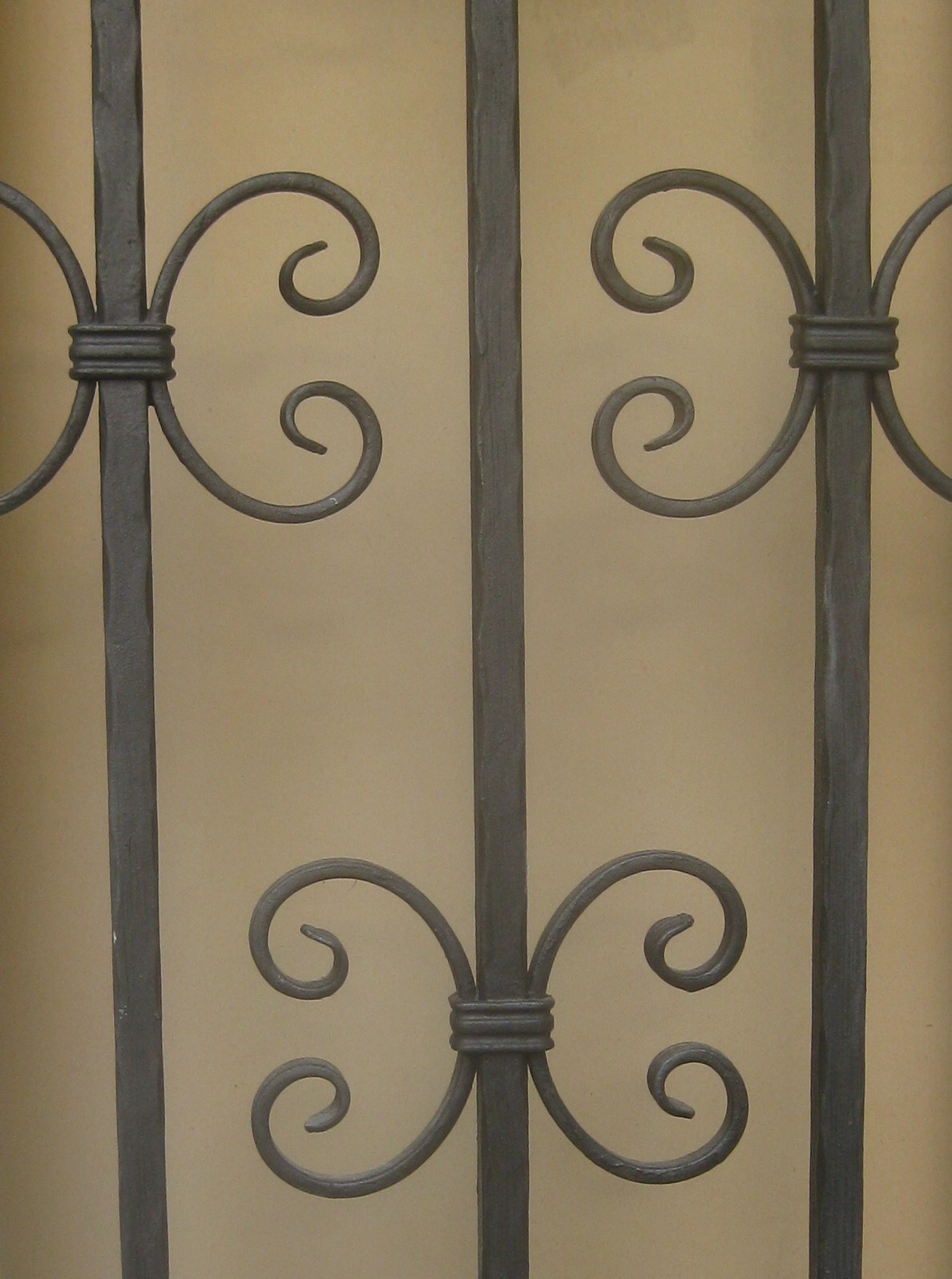
Bild 6: Modernes schmiedeeisernes Fenstergitter mit verklammerten C-förmigen Doppelvoluten.
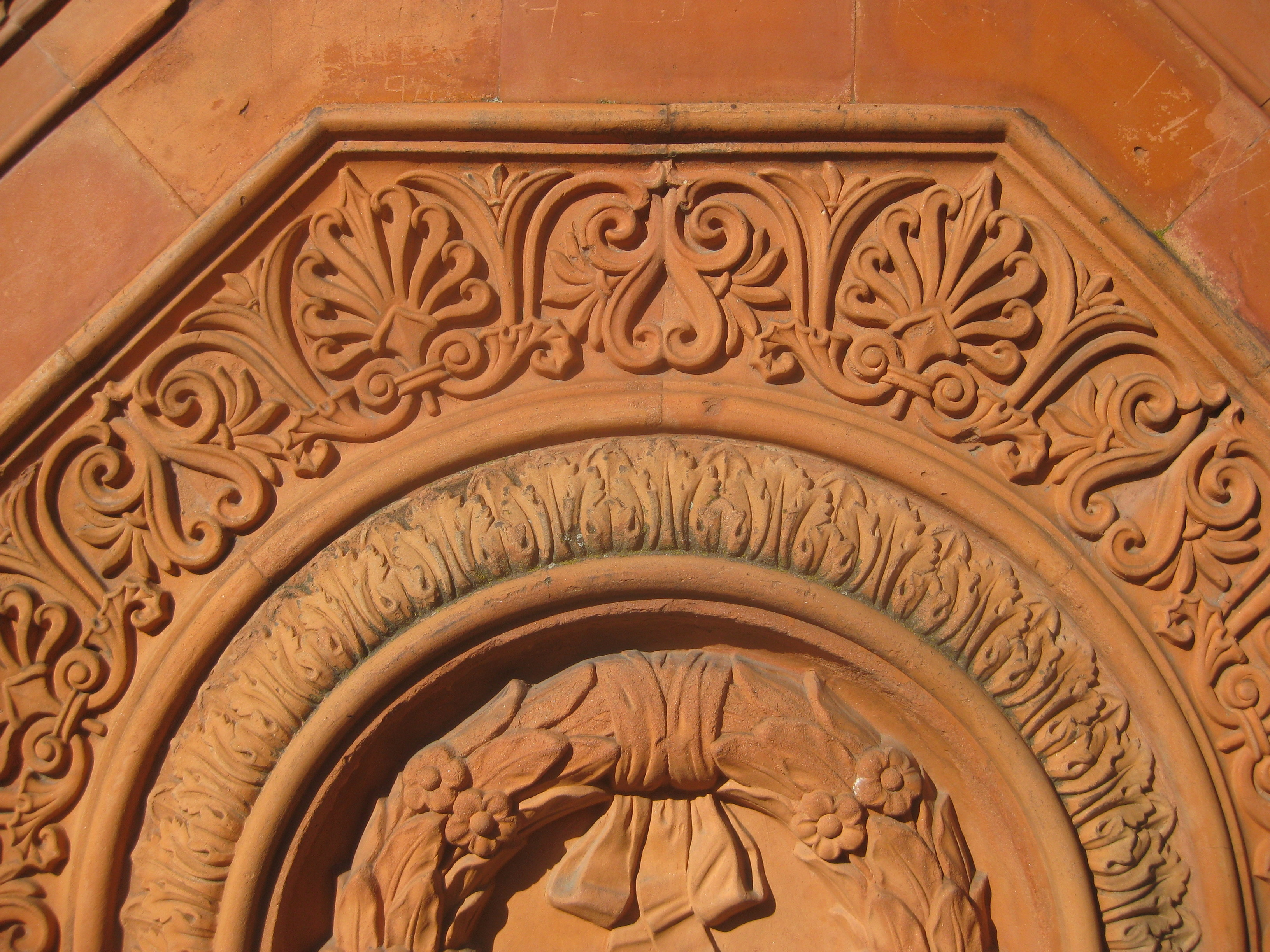
Bild 7: Terrakotta-Fries mit Lorbeerkranz, Kymation und Anthemion (Lotos-Palmettenfries).
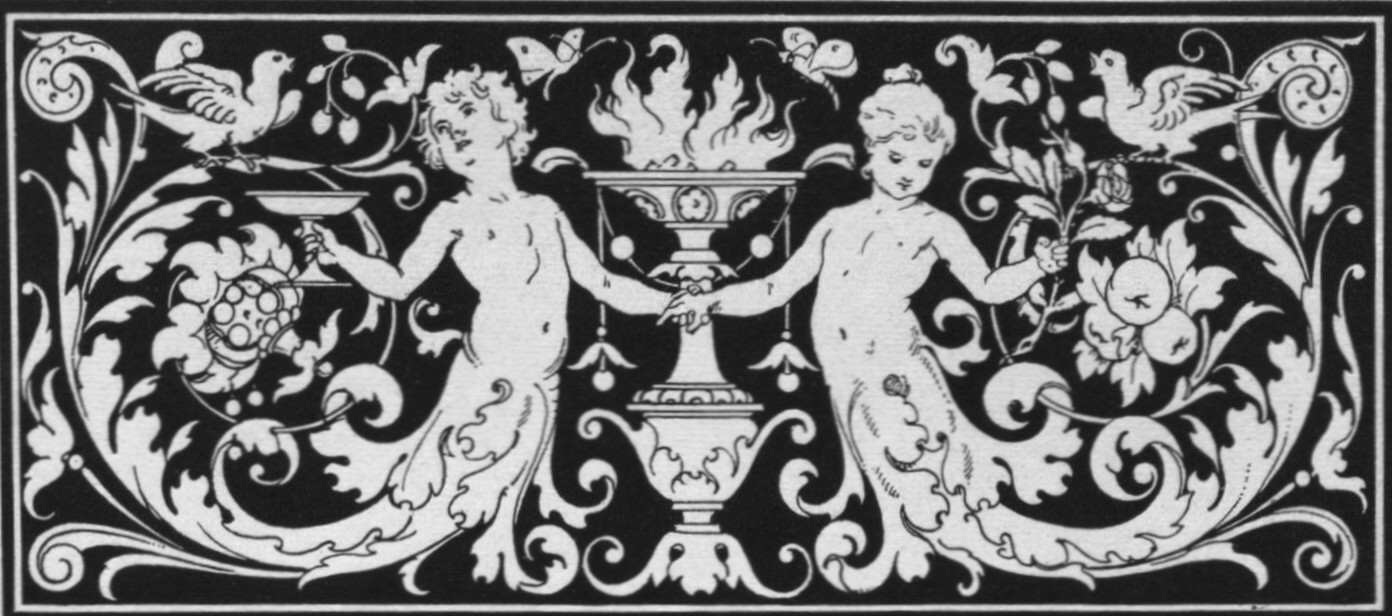
Bild 8: Allegorie des Lebens mit Volutenranken, die aus den Leibern von Kindern herauswachsen.
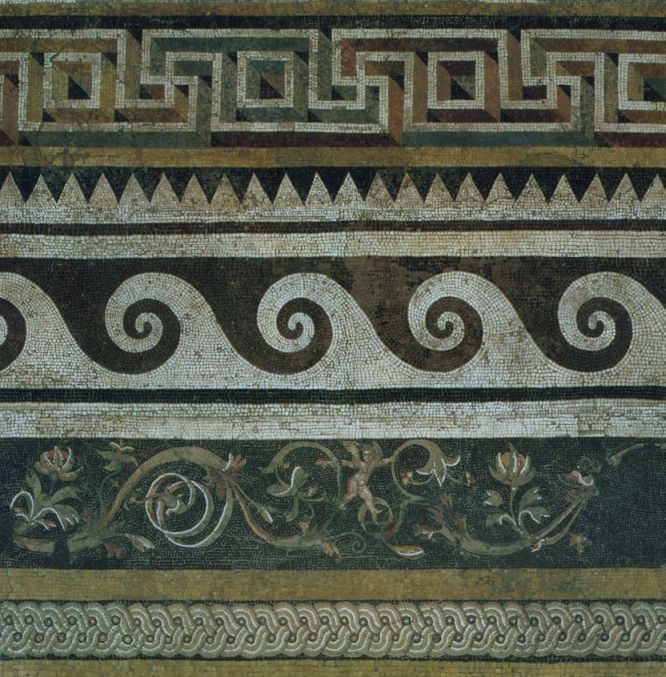
Bild 9: Mosaikfußboden aus Pergamon: Mäanderband, Zackenband, laufender Hund, Volutenranke, Flechtband.